# Богдашевський Юрій Борисович
Ю́рій Бори́сович Богдаше́вський (29 березня 1938, Васильків — 18 вересня 2013, Київ) — український театрознавець і педагог; член Спілки театральних діячів України та Спілки журналістів України. Лауреат Премії Українського товариства театральних діячів у галузі театрознавства і театральної критики за 1977 рік та Республіканської премії у галузі літературно-художньої критики імені Олексадра Білецького. Заслужений діяч мистецтв України з 1996 року. Чоловік мистецтвознавця Зої Коробової.

## Життєпис
Народився 29 березня 1938 року в місті Василькові Київської області (нині Україна). Протягом 1958—1962 років навчався на театрознавчому факультеті Київського державного інституту театрального мистецтва імені Івана Карпенка-Карого, був учнем Івана Волошина.
У 1962 році працював у Києві консультантом з мистецтвознавства при Головполіграфвидаві Мінкультури УРСР; у 1962—1970 роках — редактор, старший редактор, завідувач відділу журналу «Мистецтво»; з 1970 року — старший редактор відділу, з 1990 року — головний редактор журналу «Український театр».
З 1988 року — викладач, з 1996 року — доцент Київського університету театру, кіно і телебачення. Помер у Києві 18 вересня 2013 року.

## Наукова діяльність
Автор понад 800 публікацій в газетах і журналах, присвячених актуальним проблемам театрального мистецтва, писав про нові явища художнього процесу, про діячів українського театрального мистецтва Михайла Верхацького, Івана Миколайчука, Данила Лідера, Сергія Данченка, Миколу Мерзликіна, Федора Стригуна, зокрема:
- Зірка актора (І. Миколайчук) // Ваш вихід. К., 1969;
- Режисер (М. Мерзлікін) // Ваш вихід. К., 1969;
- Мертві душі, або Чому люди не ходять в театр // «Український театр». 1983. № 3;
- Данченко // «Український театр». 1987. № 3;
- Лідер // «Український театр». 1991. № 3;
- Народний театр корифеїв // «Український театр». 1994. № 1;
- Стригун // «Український театр». 1995. № 2.